# ميجيل إيرنانديث
ميجيل إيرنانديث خيلابيرت (بالإسبانية: Miguel Hernández)‏ شاعر وكاتب مسرحي إسباني، وُلد في أوريويلا بمقاطعة أليكانتي في 30 أكتوبر عام 1910. يعد واحد من أشهر كتاب الأدب الإسباني في القرن العشرين، على الرغم من كونه قد تم إدراجه ضمن جيل 36. احتفظ بنقاط تشاركية كبيرة مع جيل 27، إلى أن اعتبره داماسو ألونسو تابعًا عبقريًا للجيل ذاته. وتُوفي في أليكانتي في 28 مارس عام 1942.

## حياته

### سنواته الأولى
وُلد ميجيل إيرنانديث بقرية أوريويلا بمقاطعة اليكانتي لأب يعمل راعيًا للماعز ويربيها مما منعه من الدراسة بأبناء جيله من قريته. التحق بالمدرسة الابتدائية في الخامسة من عمره ليغادرها بعد عام واحد فقط لم يحصل خلاله الكثير سوى تعلم الأحرف وكيفية كتابتها. بدأ مبكرًا ممارسة الحياة العملية في رعي الماعز مع أسرته، إلا أن ذلك لم يمنعه من محاولة تعليم نفسه ذاتيًا من خلال قراءة الكتب الموجودة في المكتبات الخاصة ببيوت رفاقه الأثرياء بالقرية، وكذلك الكتب التي عثر عليها لدى كاهن الكنيسة الذي تنبأ بنبوغه المبكر وشجعه على القراءة. اطلع إيرنانديث على عدة قراءات لكبار مؤلفي العصر الذهبي في إسبانيا مثل لوبي دي بيجا وثيربانتس وغيرهم.

### في السجن
مع اندلاع الحرب الأهلية، قرر إيرنانديث أن يتطوع في الجانب الجمهوري وتنقل بين جبهات القتال المختلفة مقاتلًا وشاعرًا يحمس المقاتلين بقصائده وأغانيه ومسرحياته القصيرة التي كان المقاتلون يقدمونها على أرض المعركة. وفي عام 1937، وقع الاختيار عليه من قبل فريق الجمهوريين ليكون عضوًا في وفدها إلى المؤتمر الدولي الثاني للكتاب المعادين للفاشية الذي انعقد في موسكو. وعاد بعد المؤتمر ليكتب قصيدته راعي الموت، ثم تلاها بقصيدة أخرى تحمل عنوان ابن الضوء والظلال، التي كانت عبارة عن بكاء عن طفله الأول مانويل رامون الذي مات بعد أشهر قليلة من ميلاده.
بعد انتهاء الحرب، قرر إيرنانديث العودة إلى أوريويلا، ولكنه واجه الكثير من المخاطر، فقرر الذهاب إلى إشبيلية عبر قرطبة ومنها عبور الحدود إلى البرتغال عبر ولبة، إلا أن قوات الشرطة في عهد ديكتاتور البرتغال الفاشي أنطونيو سالازار قامت بتسليمه إلى الحرس المدني الإسباني. عاش أصعب أيام حياته داخل سجن طوريخوس بمدريد، وأثناء هذه المدة، كان قد تسلم رسالة من زوجته خوسيفينا تخبره بإنهم لا يجدون إلا البصل والخبز كطعام لهم. وكشفت الفترة التي قضاها بالسجن نضج فكره ووعيه السياسي وتبلور نظرته الشعرية، وكانت الرسالة التي قام بالرد بها على زوجته ترنيمة البصل دليلًا دامغًا على ذلك. واستندت ترنيمته إلى التراث الشعبي لمنطقة إليكانتي التي وُلد فيها الشاعر، والتي يهدد فيها طفله البعيد عنه ويطلب منه أن يمتص لبن البصلة البارد حتى يتغذى بعد أن عز عليه أن يقدم له لبن الماعز التي كان يمتلكها الشاعر ويدور خلفها في مراعي بلاده.
وبفضل جهود الشاعر بابلو نيرودا أمام الكاردينال، خرج إلى النور بشكل غير متوقع وبدون محاكمة في سبتمبر عام 1939. وعاد بعدها إلى أوريويلا، وهناك تم اعتقاله بعد أن تمت الوشاية به وتم وضعه بسجن لابلازا ديل كوندي دي تورينو بمدريد، وحُكم عليه بالإعدام في مارس 1940، باعتباره محرضًا على التمرد ضد نظام الجنرال فرانكو، إلا أن تدخل بعض أصدقائه وزملائه المثقفين أمثال خوسيه ماريا دي كوسيو ولويس ألمارشا إيرناديث في الأمر وتم تخفيف العقوبة إلى ثلاثين عامًا، وكان بصحبة بويرو باييخو في السجن، إلا أن إيرنانديث قد مات في السجن بعد عامين بعد صراعه مع المرض بعد إصابته بداء الرئة نتيجة الإهمال الصحي والحياة القاسية، وتم دفنه في القبو تحت رقم 1008 بمقابر مقاطعة إليكانتي شرق إسبانيا بالقرب من الأرض التي شهدت مولده. فيما بقي بويرو باييخو ليخرج من السجن ويستمر في نضاله من خلال نشر كتاباته المسرحية، ويذكر له التاريخ انه صاحب الصورة الشهيرة وتكاد تكون الوحيدة للشاعر التي رسمها له خلال انتظارهما تنفيذ الإعدام.